# Mansplaining
Mansplaining bzw. Herrklärung bezeichnet Erklärungen eines Mannes, der davon ausgeht, er wüsste mehr über den Gesprächsgegenstand als die – meist weibliche – Person, mit der er spricht. Der Begriff wurde als pejorativ bzw. als Kampfbegriff beschrieben. Er benennt der Geschlechterforschung zufolge die Machtasymmetrien in der Kommunikation zwischen Männern und Frauen. Die Wortneuschöpfung entstand bei der Reflexion kommunikativer Machtausübung durch Männer. Inhaltliche Grundlage für die Wortneuschöpfung war ein Essay der US-amerikanischen Publizistin Rebecca Solnit von 2008. Der Artikel diente als Initialzündung für das Aufkommen des Begriffs und seine Verbreitung im Internet.

## Definitionen
- Das vor allem in den USA häufig verwendete Wörterbuch Merriam-Webster’s Collegiate Dictionary umschreibt den Begriff so: “It’s what occurs when a man talks condescendingly to someone (especially a woman) about something he has incomplete knowledge of, with the mistaken assumption that he knows more about it than the person he’s talking to does.” (deutsch: „Es ist das, was passiert, wenn ein Mann herablassend mit jemandem (insbesondere einer Frau) über etwas spricht, von dem er nur unzureichend Kenntnis hat, in der irrigen Annahme, dass er mehr darüber weiß als sein Gegenüber.“)[3]
- Lily Rothman von der Zeitschrift The Atlantic definierte Mansplaining 2013 als „Erklären ohne Berücksichtigung der Tatsache, dass der Erklärende (häufig ein Mann) weniger weiß als sein Gegenüber (häufig eine Frau)“[4].
- Das australische Macquarie Dictionary stuft Mansplaining als umgangssprachliche, scherzhafte, nur auf einen Mann anwendbare Formulierung ein und umschreibt den Begriff mit: „einer Frau etwas auf eine Weise erklären, die herablassend ist, weil sie unterstellt, dass die Frau nichts über das Thema wisse.“[5]
- Mansplaining wird im Oxford English Dictionary definiert als „jemandem etwas auf eine als herablassend oder bevormundend empfundene Weise erklären, typischerweise ein Mann gegenüber einer Frau“[6].

## Etymologie und abgeleitete Wortschöpfungen
Der Neologismus Mansplaining ist ein Portmanteauwort aus man (englisch: ‚Mann‘) und splaining (englisches Jargon-Wort für explaining: ‚erklären‘). Im Englischen finden sich Belege für das Verb to mansplain, das Gerund mansplaining und das Adjektiv mansplainy. Schon seit etwa 1800 wird splain in nicht hochsprachlichen englischen Texten für explain verwendet.
Mansplaining hat im englischsprachigen Bereich auch Wortschöpfungen wie whitesplaining nach sich gezogen. Davon hat jedoch nur Manspreading eine ähnliche Beliebtheit wie Mansplaining erreicht: „Die männliche Ausbreitung ist vor allem im öffentlichen Verkehr zu beobachten, in dem Männer ihre Beine so weit spreizen, dass sie viel mehr Platz einnehmen[,] als einer Person eigentlich zusteht.“ „Germansplaining“ ist eine Bezeichnung für eine im Ausland als überheblich wahrgenommene deutsche Politik, etwa in der EU oder in Osteuropa.

## Entstehung
Die Schriftstellerin Rebecca Solnit erzählte auf der Website tomdispatch.com in einem Essay mit dem Titel Men Explain Things to Me; Facts Didn’t Get in Their Way im April 2008 eine Anekdote, die sie 2003 erlebt hatte. Auf einer Party sagte ihr der Gastgeber, ein älterer, wohlhabender Mann, er habe gehört, dass sie einige Bücher geschrieben habe. Sie begann, über ihr kurz vorher veröffentlichtes Buch über Eadweard Muybridge zu sprechen. Daraufhin unterbrach ihr Gegenüber sie mit der Frage, ob sie von dem kürzlichen Erscheinen eines ausgesprochen wichtigen Muybridge-Buchs gehört habe, und erging sich, ohne eine Antwort abzuwarten, in Auslassungen über das Buch, das er – so stellte sich später heraus – nur aus Rezensionen kannte. Der wiederholte Einwurf von Solnits ebenfalls anwesender Freundin, es handle sich dabei um Solnits Buch, fand erst beim dritten oder vierten Mal Gehör, verschlug dem Herrn jedoch nur einen Moment lang die Sprache.
Solnits Essay von 2008 griff weiter aus: Es gebe weit gravierendere Folgen einer Haltung, die Frauen die Glaubwürdigkeit abspricht, als die in der Anekdote geschilderten. So habe etwa in muslimischen Ländern des Nahen Ostens die Aussage von Frauen vor Gericht kein Gewicht, weshalb diese einen männlichen Zeugen finden müssten, um z. B. ihren Vergewaltiger vor Gericht bringen zu können. Und auch in den USA sei es trotz aller Fortschritte immer noch ein wichtiges feministisches Ziel, „Frauen sowohl Glaubwürdigkeit als auch Gehör zu verschaffen“ und zu erreichen, dass „Vergewaltigungen, auch in Beziehungen und in der Ehe, sowie häusliche Gewalt und sexuelle Belästigung am Arbeitsplatz als Straftaten behandelt werden“. Schließlich sei in ihrem Heimatland, den USA, eine der häufigsten Todesursachen von Schwangeren die Ermordung durch ihren Ehemann oder Ex-Ehemann.
2014 veröffentlichte Solnit dann den Text Men Explain Things to Me in einer gleichnamigen Sammlung von insgesamt sieben Essays, die sich unter anderem mit den Themen Gewalt gegen Frauen, Gleichheit der Geschlechter sowie Virginia Woolf und Susan Sontag beschäftigen. In dem titelgebenden Essay findet sich ihr Text von 2008. Solnit beschrieb hier zusätzlich Reaktionen auf den Text und präzisierte ihre eigene Position, auch in Bezug auf den Begriff Mansplaining. Hier stellte sie klar, dass sie mit der Kreation des Begriffs nichts zu tun habe, auch wenn ihr Essay wohl eine Initialzündung dafür war, weil er den Zeitgeist sehr gut wiedergebe. Sie selbst habe Vorbehalte gegen das Wort und verwende es kaum, weil es ihrer Meinung nach nahelege, dass es sich um ein generelles „männliches Fehlverhalten“ handle, wo doch in Wirklichkeit nur manche Männer so handelten. Solnit ist durchaus „der Ansicht, dass auch Frauen anderen manchmal auf herablassende Weise Dinge erklären, nicht zuletzt Männern“. Doch sage dies „nichts über das Machtgefälle, das noch unheilvollere Formen annehmen kann, oder über das Muster, nach dem das Geschlechterverhältnis in unserer Gesellschaft im Allgemeinen funktioniert“. Hieraus lässt sich ableiten, dass die Autorin das von ihr geschilderte Verhalten für die Spitze eines Eisbergs hält:

„Das geschilderte Gesprächsverhalten ist eine Methode, im höflichen Diskurs Macht auszuüben – die gleiche Macht, mit der auch im unhöflichen Diskurs und durch Akte körperlicher Einschüchterung und Gewalt Frauen zum Schweigen gebracht, ausgelöscht, vernichtet werden – als Gleichwertige, als Partizipierende, als Menschen mit Rechten und viel zu oft schlicht als Lebende.“

Ihr habe der Essay verdeutlicht, so Solnit, dass es ein Kontinuum gebe, „das von geringfügigeren gesellschaftlichen Missständen bis zum gewaltsamen Zum-Schweigen-Bringen und zu gewaltsamem Tod reicht“.

## Prägung und Verbreitung des Begriffs

### USA und Australien
Solnit verwendete das Wort Mansplaining in ihrem Essay vom April 2008 nicht. Es wurde erst kurz nach dem Erscheinen des Essays geprägt und fälschlicherweise gelegentlich Solnit zugeschrieben. Erstmals wurde Mansplaining am 21. Mai 2008 in einem Blogbeitrag benutzt.
Es entstand die Website Academic Men Explain Things to Me (deutsch: Wenn Akademiker mir die Welt erklären). Dort tauschten sich Hunderte von Akademikerinnen über Situationen aus, „in denen sie herablassend behandelt oder kleingemacht worden waren, man schlecht über sie geredet hatte und anderes“.
Gegen Ende der 2000er Jahre verbreitete und erweiterte sich der Begriff Mansplaining rasch innerhalb der feministischen Bloggerinnenszene. In einem Blogeintrag von 2010 findet sich die Umschreibung, Mansplaining sei, „wenn ein Mann dir, einer Frau, erklärt, wie du etwas tun sollst, das du bereits tun kannst, oder wo du im Irrtum bist über etwas, bei dem du in Wirklichkeit recht hast, oder wenn er dir falsche, angebliche Fakten zu einem Thema erklärt, über das du viel mehr weißt als er“.
In den US-amerikanischen und australischen Medien wurde Mansplaining ab 2012 immer wieder benutzt, um männliche Persönlichkeiten des öffentlichen Lebens, aber auch fiktionale Figuren zu beschreiben. Darunter waren Mitt Romney, der republikanische Präsidentschaftskandidat von 2012, der Gouverneur von Texas Rick Perry, der MSNBC-Moderator Lawrence O’Donnell, mehrere Figuren der HBO-Serie The Newsroom, der Musikproduzent Jimmy Iovine, der australische Premierminister Malcolm Turnbull, der Schauspieler Matt Damon und der Verbraucherschutzanwalt Ralph Nader.
Solnit sieht am Ursprung von Mansplaining „das durch und durch provokative Selbstvertrauen der vollkommen Unwissenden“, das nach ihrer Erfahrung geschlechtsspezifisch sei. Sie stellt jedoch klar, dass nur manche Männer diese dünkelhafte Haltung zeigen, die deren „durch nichts gestütztes überzogenes Selbstvertrauen“ stärke und Frauen in „Selbstzweifel und Selbstbeschränkung“ führe.

### Deutscher Sprachraum
Deutschsprachige Medien wandten den Begriff anfangs nicht auf Personen an, sondern rezipierten ihn im Zusammenhang mit den Auszeichnungen, die das Wort erhielt, vor allem mit der Wahl zum Wort des Jahres 2014 in Australien. Die Übersetzung herrklären wurde von der deutschsprachigen Presse gelegentlich zur Begriffsklärung benutzt, ist aber in der Anwendung nicht gebräuchlich. In Solnits Essaysammlung ist der Begriff mit männerklären übersetzt.
Julia Bähr machte in der FAZ den alltäglichen Sexismus von Mansplainern an deren genereller Annahme fest, „die ihnen gegenüberstehende Frau wüsste weniger als sie“. Sie wies darauf hin, dass diese Überheblichkeit häufig auch schon im Ungleichgewicht der Anrede stecke: Ein „junge Frau“ sei bei Mansplainern häufig, eine Antwort mit „alter Mann“ treffe jedoch in der Regel auf humorloses Unverständnis. Kathrin Hollmer urteilte im Magazin Jetzt der Süddeutschen Zeitung, das eigentliche Problem des Mansplaining sei das Schweigen, das es nach sich ziehe – von Frauen und Männern.
Mittlerweile gibt es im Internet eine Reihe deutschsprachiger Seiten, die Tipps dazu geben, wie mit mansplainenden Männern umgegangen werden soll. Dabei wird empfohlen, Mansplaining nicht einfach schweigend zu akzeptieren, sondern paternalistisches Verhalten klar zu benennen. Außerdem sei das aktive Einfordern von Redezeit wichtig, um im anschließenden Redebeitrag das eigene Wissen präsentieren zu können. Gezielt gestellte Nachfragen seien zudem dazu geeignet, zu enthüllen, dass mansplainende Männer häufig selbst kein tiefergehendes Wissen über das gerade erklärte Themengebiet besitzen. Im Zweifelsfall sei es auch möglich, das Gespräch einfach zu beenden. Männern wird wiederum empfohlen, sich bewusst Zeit zu nehmen, bevor man einen Sachverhalt erklärt, um sich zu fragen, ob man zuvor wirklich um Rat gefragt wurde bzw. überhaupt das nötige Wissen für eine adäquate Erklärung hat. Mansplaining könne vermieden werden, wenn man sich als Mann ggf. vorhandene Vorurteile gegenüber Frauen bewusst mache und anerkenne, dass Wissen nicht nach Geschlecht verteilt ist.
Gebräuchlicher ist im Deutschen jedoch der Begriff „Männlicher Chauvinismus“.

### Schweden
2015 nahm der schwedische Sprachenrat den Begriff in die Liste der neuen Wörter auf. Der Sprachenrat ist eine Abteilung des Staatlichen Instituts für Sprache und Folklore (Institutet för språk och folkminnen) und die Hauptorganisation für Sprachpflege in Schweden.

## Einordnung des Begriffs in den Gender Studies
Mansplaining wird als eine Wortschöpfung angesehen, um auf traditionelle und moderne Geschlechterblindheit in der Kommunikation aufmerksam zu machen und hierarchische Geschlechterverhältnisse offenzulegen. Das Wort dient als eine Art linguistische Waffe bzw. Kampfbegriff gegen eine behauptete Geschlechterblindheit und der daraus resultierende Verschleierung asymmetrischer Machtbalancen im Geschlechterwissen. Verschiedene Forschende sehen in der Benennung bestimmter Verhaltensweisen als Mansplaining die Möglichkeit, Alltagssexismus und symbolische Gewalt sichtbar zu machen.

### Offenlegung hierarchischer Geschlechterordnungen
In heutigen Gesellschaften herrscht laut Sabine Hark und Paula-Irene Villa ein alltagsweltliches Geschlechterwissen vor, das als doxisch, d. h. als wirklich, wahr und unhinterfragbar gelte und deshalb tabuisiert werde. Es weise dabei eine große Bandbreite und Vermischung von Überzeugungen auf – das reiche von der Überzeugung einer „gegebenen, unveränderlichen und naturhaften Essenz der Geschlechterdifferenz“ bis hin zum Mythos einer längst verwirklichten Geschlechterneutralität mit objektiv gegebener Geschlechtergleichheit. Gemeinsam sei diesen Überzeugungen, dass das eigene unbewusste Geschlechterwissen geschützt und nicht näher hinterfragt werden soll. Dieser naive lebensweltliche Alltagsglauben werde jedoch durch vielfältige Entwicklungen in Gesellschaft, Politik und Wissenschaft zunehmend erschüttert. Dazu würden auch die zunehmende Offenlegung der geschlechtlichen Hierarchisierung von Kommunikation einschließlich Sprache (Genderlinguistik) gehören.
Ein Beispiel für die Offenlegung der geschlechtlichen Hierarchisierung von Kommunikation und deren Abwehr sehen die Geschlechterforscherinnen Kathrin Ganz und Anna-Katharina Meßmer in der Wortbildung Mansplaining und der Kritik daran. Das Wort habe sich in „feministisch-aktivistischen Kreisen“ entwickelt und werde dort verwendet, um „verschiedene Formen paternalisierender Artikulationsweisen von Männern gegenüber Frauen zu benennen, wie beispielsweise herablassende (und unaufgeforderte) Belehrungen oder die Abwertung weiblicher Expertise.“

### Formen und Mechanismen von Mansplaining
Ganz und Meßmer zufolge kennt Mansplaining viele Formen: „Es lässt sich beobachten, wenn männliche Laien weiblichen Expert_innen ihr Fachgebiet erklären, [und] wenn Politiker im Rahmen eines politischen Aushandlungsprozesses die zuständige Bundesministerin als ‚weinerlich‘ bezeichnen“. Ganz und die Feministinnen Leah Bretz und Nadine Lantzsch ergänzen, der Begriff lasse sich auch beobachten, „wenn dominanzgesellschaftliche Diskurse, Normen und Institutionen kritisiert werden und ein_e Kommentator_in daraufhin das dringende Bedürfnis verspürt, von oben herab erklären zu müssen, wie der Sachverhalt normalerweise verstanden werde und warum es sich dabei um eine ganz harmlose, unproblematische Sache handele.“
All diesen Ausprägungen liegt laut Ganz und Meßmer stets die androzentrische Vorstellung zugrunde, der Mann sei von Natur aus vernunftbegabt, objektiv, allwissend und verkörpere ganz im Gegensatz zum weiblichen Geschlecht das allgemein-menschliche. Im Gegensatz zu explizit antifeministischer Argumentation handele es sich bei Mansplaining und der Abwehr des Begriffes meist um ein implizites Handeln und Argumentieren, um das eigene alltagsweltliche Geschlechterwissen nicht reflektieren oder offenlegen zu müssen.
Werde ein konkreter Fall von paternalisierender bzw. sexistischer Hierarchisierung offengelegt, so werde dieser vielfach über den Mechanismus „Nicht alle Männer sind so“ (engl. „Not all men“) relativiert. Dieser kommunikative Mechanismus würde die Offenlegung der hierarchischen Geschlechterordnung verhindern, indem sexistische Erfahrungen und Realitäten sowie männliche Privilegien relativiert würden. Diese Individualisierung des Arguments führt laut Ganz und Meßmer dazu, dass von den eigentlichen strukturellen Problemen abgelenkt und das kritisierte Verhalten als Ausnahme deklariert wird. Dies lege die Grundlage, auf der Victim blaming und antifeministische Argumentationen aufbauen können.

### Verinnerlichtes Geschlechterwissen
In der Forschung wird anerkannt, dass Männer beim Mansplaining nur selten provokative Absichten verfolgen. Vielmehr wird davon ausgegangen, dass der Grund für Verhaltensweisen wie Mansplaining in der Sozialisation von Männern bzw. der Entwicklung spezifischer Geschlechterrollen und Geschlechtshabitus liegt. Dennoch „stabilisiert das Mansplaining die Hierarchisierung des Wissens der Geschlechter“ und führt laut Ganz, Bretz und Lantzsch mitunter „zu einer Scheindiskussion über die angebliche Gleichheit Aller, die Machtverhältnisse vollkommen ausblendet und diejenigen zum Schweigen bringt, die jene Machtverhältnisse mitdenken.“ Die Philosophin Nicole Dular geht davon aus, dass Mansplaining eine Form von epistemischer Ungerechtigkeit darstellt.
Dennoch sehen Ganz und Meßmer Mansplaining noch als harmloseste Form der anti-genderistischen Artikulationsformen an. Antifeministische Argumentationen, Trolling und Hate-Speech seien in ihrer Wirkung schwerwiegender.

## Bewertungen und Kritik
In den USA wurde die vermeintlich herablassende Konnotation von Mansplaining kritisiert. Zudem wurde argumentiert, dass das angeprangerte Verhalten nicht zwangsweise mit dem Geschlecht des Sprechers verknüpft sei.
Als das Wort sich mehr und mehr verbreitete, beklagten einige Kommentatoren, unangemessene Verwendung und inflationärer Gebrauch hätten die ursprüngliche Bedeutung des Begriffs in manchen Fällen verwässert. Der Begriff wird ferner wegen seiner Stereotypisierung des männlichen Geschlechts als sexistisch kritisiert.
Der Facharzt Tom McLaughlin und der Rechtswissenschaftler Joshua Sealy-Harrington äußerten sich 2014 in The Globe and Mail kritisch über die Verwendung des Begriffs Mansplaining. Dieser werde ihnen zufolge manchmal genutzt, um das Gegenüber zum Schweigen zu bringen und durch ein ad-hominem-Argument eine sinnvolle Debatte zu verhindern. Falsche Argumente, die jemand vorbringt, müssten aber inhaltlich widerlegt werden. Durch das bloße Labeln des Gegenübers mit Ausdrücken wie Mansplaining werde das Gegenüber stereotypiert, was ironischerweise dem Anliegen entgegensteht, Stereotype zu überwinden. Des Weiteren schwinge bei dem Begriff die Botschaft mit, ganze soziale Gruppen dürften aus dem Diskurs etwa um Sexismus ausgeschlossen werden, wodurch Probleme dieser Art aber nicht gelöst werden könnten.
Auch Frankie Gaffney kritisierte in The Irish Times 2017 die Stereotypisierung, die mit der Verwendung des Begriffes einhergehe, und ordnete ihn in den Trend der zunehmenden Identitätspolitik ein. Identitätspolitik beschreibt Gaffney als ineffektiven Aktivismus, der die Menschen spalte, aber sonst nichts bewirke.
In der Washington Post schrieb Cathy Young 2016, dass Mansplaining nur eine von vielen Wortneuschöpfungen sei, die „Mann“ als abwertende Vorsilbe verwenden, und sieht diese als Teil eines „aktuellen Zyklus der Misandrie“. Insbesondere soziale Medien würden den Trend verstärken, männliches Verhalten auf bösartigste Art und Weise zu interpretieren. Das Niedermachen von Männern sei zum konstanten Hintergrundrauschen in den Online-Medien geworden.
Solnit äußerte inzwischen, sie habe den Eindruck, Mansplaining werde „ein bisschen inflationär angewandt“. Sie stellte klar:

„Ich dachte, ich hätte über Männer und Gewalt geschrieben. Vielleicht nicht über die Gründe. Aber dass sie gewalttätig sind. Für Frauen von einer Frau. Wir müssen darüber nachdenken, wie Männer vom System beschädigt werden. Nicht so wie die Männerrechtler das tun, die den Frauen die Schuld geben und zurück zur Zeit vor 1970 wollen. Wir brauchen eine Debatte darüber, wie wir alle frei sein können.“

Stephen Marche schrieb in der Los Angeles Times 2017 dass männliches Schweigen in den 1970ern noch als Versagen gesehen worden sei und Männer von der feministischen Bewegung dazu ermutigt worden seien, ihre Empfindungen stärker auszudrücken. Zurückhaltende Sprache habe über Jahrhunderte als ein Marker für männliche Macht gegolten, was man unter anderem an Theodore Roosevelts Definition der US-Außenpolitik als „Sprich sanft und trage einen großen Knüppel“ sehen könne. Frauenemanzipation brauche Männeremanzipation und umgekehrt, und das bedeute, dass auch Männer einen Teil der Erklärungsarbeit leisten müssen. Die Lösung könne nicht sein, Männer wieder dazu zu animieren, weniger zu sprechen.

## Auszeichnungen
Mansplaining fand Eingang in eine Reihe von Wörterbüchern. 2013 gab Dictionary.com bekannt, dass es mansplain und das Suffix -splain in sein Wörterbuch aufnehmen werde. 2014 wurde das Wort Teil der Internet-Version der Oxford Dictionaries, im Januar 2018 Teil der gedruckten Ausgabe. In der Begründung hieß es, der Begriff Mansplaining hätte inzwischen in der Sprache Fuß gefasst, obwohl er noch nicht ganz zehn Jahre alt sei.
2010 stand Mansplaining auf der Wörter-des-Jahres-Liste der New York Times und war 2012 von der American Dialect Society für die Auszeichnung als Kreativstes Wort des Jahres nominiert. Es konnte sich aber letztlich wegen mangelnder Originalität nicht durchsetzen, weil es die Vorsilbe man in einer Weise verwendet, die bereits von Wortschöpfungen wie manscaping (englisch für: Intimrasur für den Mann) bekannt war.
In Australien wurde Mansplaining vom Macquarie Dictionary zum Wort des Jahres 2014 gekürt. In der Begründung der Jury hieß es, Mansplaining sei ein „dringend erforderliches, klug geprägtes Kunstwort, das auf eingängige Weise die Idee der herablassenden Erklärweise einfinge, die manche Männer nur allzu häufig Frauen gegenüber an den Tag legen“.
In Deutschland wurde das Wort auf die Auswahlliste für den Anglizismus des Jahres 2015 gesetzt.